# Amédée Dutacq
Amédée Dutacq (* 18. Juli 1848 in Neuilly-sur-Seine; † 7. Januar 1929 in Fécamp) war ein französischer Komponist.
Dutacq trat 1874 zugleich mit Vincent d’Indy in die Orgelklasse von César Franck am Conservatoire de Paris ein. Er war außerdem Schüler von François Bazin und Napoléon-Henri Reber und gewann 1876 mit der Kantate Judith den Ersten Second Grand Prix de Rome.
Er komponierte zwei Opern: Battez Philidor wurde 1882 an der Opéra-Comique uraufgeführt. Die komische Oper Lysistrata erlebte ihre Uraufführung 1893 im Grand Théâtre in der Rue Boudreau. Anerkennung fand auch seine Vertonung des Gedichts Les Larmes von Albert Samain.